# Гаунд-Дог Тейлор
Теодо́р Ру́звельт «Гаунд-Дог» Те́йлор (англ. Theodore Roosevelt "Hound Dog" Taylor; 12 квітня 1915, Натчез, Міссісіпі, США — 17 грудня 1975, Чикаго, Іллінойс, США) — американський блюзовий гітарист та співак.
Гаунд-Доґ Тейлор належить до п'ятірки найкращих слайд-гітаристів Чикаго — і блюзу взагалі. Він, разом з Елмором Джеймсом, Робертом Найтгоком, Мадді Вотерсом та Дж. Б. Хатто, поєднує в собі «дикий» і хаотичний дельта-блюз та міський чиказький стиль. Вплив Гаунд-Доґа Тейлора відчувається у творчості багатьох виконавців блюзу, як-от: Джорджа Торогуда, Сонні Ландрета, Вернона Ріда, Сона Сілза та ін.
У 1984 ім'я Гаунд-Дога Тейлора урочисто внесено до Зали слави блюзу.

## Біографія

### Дитинство та юність

Фотографія лівої руки Тейлора, на якій зображений шостий палець

Теодор Рузвельт Тейлор, названий у честь президента Теодора Рузвельта, народився у сім'ї фермера Роберта Тейлора та Делли Геррон, з фізичною вадою: у нього було по шість пальців на кожній руці. Хлопчик зростав у штаті Міссісіпі, проте дитинство у нього не було щасливим — коли Тейлору сповнилось 9 років, вітчим зібрав його речі в сумку та вигнав пасинка зі свого дому, що й примусило його деякий час прожити зі старшою сестрою.
Ще з самого дитинства Тейлор вчився грати на піаніно. Першу свою гітару він придбав у юності, проте серйозно вчитися грі почав лише в 21 рік. Удень Теодор працював на фермі, а ввечері грав як і на гітарі, так і на піаніно, — у клубах та на вечірках по всій міссісіпській дельті. Декілька разів його запрошували взяти участь у відомому радіо-шоу KFFA King Biscuit Flour у Вест-Гелені, Арканзас, де він грав із легендарними блюзменами Робертом Локвудом-молодшим та Сонні Боєм Вільямсоном. У 1942 на Тейлора здійснено напад расистської терористичної організації Ку-клукс-клан через те, що він зустрічався з білою дівчиною: решту того дня він переховувався в дренажній канаві, — а наступного дня утік до Чикаго, щоб ніколи більше в житті в ті краї не повертатися.
Перші 15 років у «місті вітрів» Тейлор працював на фабриці, а у вільний від роботи час грав у барах гетто. У 1957 майстрував телевізійні приймачі; згодом вирішив розпочати музичну кар'єру та стати блюзменом. Тоді саме він змінив свій стиль гри: почав використовувати прийом слайду, в якому плавний перехід від звуку до звуку здійснюється завдяки притисканням до струн металевої пластини або шийки пляшки. Безсумнівно на такі зміни його надихнула гра популярного слайд-гітариста Елмора Джеймса.
У ті ранні роки Тейлор концертував по всьому місту — і здобув прихильність багатьох шанувальників блюзу та став місцевим улюбленцем. Десь саме тоді він отримав прізвисько «Гаунд-Доґ» (англ. hound dog — «гончак», «мисливський пес», «мисливець»): одного вечора Тейлор сидів у клубі, не зводячи очей із двох леді, — і його друг помітивши це, назвав його «мисливцем», бо, на думку друга, Тейлор постійно «полював» на жінок. І згодом прізвисько прижилося. Одного вечора, перебуваючи у нетверезому стані, Тейлор взяв лезо від бритви та відрізав шостий палець на правій руці.

### Музична кар'єра

#### Hound Dog Taylor and the Houserockers

Гаунд-Дог Тейлор та його гурт the Houserockers під час виступу

Гаунд-Дог почав поступово набирати музикантів для власного гурту. У 1959 під час виступу у Вест-Сайді, Тейлор познайомився з уродженцем Міссісіпі гітаристом Брюером Філліпсом, з яким грав уперше разом: обоє швидко стали друзями — і створили гурт Hound Dog Taylor and the Houserockers, до якого згодом приєднався ударник Леві Воррен. У 1960 Гаунд-Доґ записав перший сингл «Baby Is Coming Home»/«Take Five» на лейблі Bea & Baby Records — проте за межами Чикаго успіху таки і не мав. У 1961 Фредді Кінг прославився завдяки інструментальній композиції «Hideaway», яку уклав, взявши за основу почуту пісню Тейлора в нічному клубі. У 1962 студія Firma Records випустила другий сингл Тейлора «Christine»/«Alley Music», а наступний сингл «Watch Out»/«Down Home» вийшов після п'ятирічної перерви, у 1967 на лейблі Checker. Як і перший сингл, ці записи успіху не мали.
В 1965 році Леві Воррена замінив новий ударник Тед Харві. Харві та Тейлор уперше познайомились у 1955 році, коли Тед грав разом із Елмором Джеймсом; зустрівшись удруге на похоронах Джеймса у 1963 — після розмови з Тейлором Тед вирішив долучитись до Hound Dog Taylor and the Houserockers. У склад гурту входили лише три музиканти: Гаунд-Доґ — гітара та вокал, Філліпс — бас-гітара (інколи грав на другій електрогітарі, його рідко звали по імені) і Тед — ударні. Оскільки Тейлор був насправді обдарованим слайд-гітаристом та обожнював грати «вживу», The Houserockers ніколи не проводили репетицій перед виступами. Перед будь-яким виступом, Гаунд-Дог за традицією дозволяв собі один ковток віскі, а потім — кухоль пива: тільки після такого «ритуалу» був готовий грати. Подібно ж із учасниками гурту: починали грати лише випивши, — любили випити. Свій концерт Тейлор розпочинав, як правило, з фрази: «Hey, let's have some fun!» (укр. Гей, давайте трохи розважимося!). Гурт зазвичай грав майже всю ніч — шести- або семигодинні виступи були нормою. У 1960-х Гаунд-Доґ найчастіше виступав у барі «Флоренс-лаундж» у чиказькому районі Саут-Сайд.

### Alligator Records (1969—1975)

#### Hound Dog Taylor and the HouseRockers (1971)

Обкладинка дебютного альбому Hound Dog Taylor and the HouseRockers (1971)

В 1969 році Тейлор познайомився з майбутнім продюсером Брюсом Іглауером, людиною, на яку дуже сильне враження справив талант музиканта. Іґлауер уперше помітив Тейлора у нічному клубі «Eddie Shaw's», де Гаунд-Дог виступав з іншими блюзменами. Проте Іглауеру не пощастило почути гру Тейлора разом з The Houserockers, — і лише через рік, переїхавши до Чикаго, нарешті побував на одному з виступів гурту. У той час The Houserockers отримували мізерну платню: за кожен виступ — усього 45 доларів. Іглауер остаточно запросив The Houserockers до студії — і марно намагався переконати директора Delmark Records Боба Кестера підписати з Тейлором контракт. Утім, недомовившись із Кестером, Іґлауер, який успадкував 2500 тисяч доларів, заснував власну студію звукозапису та самостійно випускав платівки Гаунд-Доґа: так і утворився новий лейбл Alligator Records.
Навесні 1971 року почалась робота над дебютним альбомом Houserockers у чиказькій студії Sound Studios. Гаунд-Дог грав на японській електрогітарі, яку він придбав за 30 доларів, а також використав підсилювачі фірми Sears Roebuck з напіврозбитими колонками для запису. Не проминув і рік — та альбом, випущений під назвою Hound Dog Taylor and the HouseRockers, став одним із найбільш розпроданих блюзових записів на незалежному лейблі: лише у перший рік розійшлось 9000 копій. Альбом складався з 12 композицій: вісім із них написав сам Тейлором, три запозичив у свого кумира, легенди чиказького блюзу Елмора Джеймса («Held My Baby Last Night», «Wild About You, Baby», «It Hurts Me Too») і додав одну народну пісню («44 Blues»). Популярність Тейлору принесла пісня «Give Me Back My Wig», кавер-версію якої записали чимало музикантів у своїх варіантах: найвідоміші — Стіві Рей Вон та Лютер Еллісон.
Альбом Hound Dog Taylor and the Houserockers приніс Гаунд-Догу широку популярність серед музикантів та слухачів. Майже відразу після випуску платівки гурт вирушив у перше турне по країні, — а згодом запросили його виступити в Австралії та Новій Зеландії разом з Фредді Кінгом, Сонні Террі та Брауні Макгі. Навіть тоді свою традиційну концертну програму Тейлор вирішив не змінювати: продовжував співати ті ж самі пісні та грати у тому ж самому стилі на своїй дешевій японській гітарі.
На думку багатьох музичних критиків Hound Dog Taylor and the Houserockers — це один із найкращих слайд-гітарних альбомів усіх часів.
| “              | Цей альбом — енергійна та потужна сила. | „ |
| —Rolling Stone |                                         |   |

#### Natural Boogie (1973)
Після виходу дебютного альбому на сторінках відомих та авторитетних музичних видань (таких як Rolling Stone та Guitar Player) — уперше почали з'являтися статті про Гаунд-Доґа Тейлора. А коли у 1973 вийшов другий студійний альбом під назвою Natural Boogie — слайд-гітара Тейлора звучала впевненіше та потужніше ніж будь-коли. Усі 11 пісень було записано під час першої сесії в 1971 році в студії Sound Studios; до альбому, крім власних композицій Тейлора, увійшли кавер-версії двох пісень Елмора Джеймса: динамічні гітарні буґі «Hawaiian Boogie» (Аудіофайл «‎‎» не знайдено) і «Talk to My Baby» (слухатиⓘ), — та одна інструментальна робота Брюера Філліпса під назвою «One More Time» (слухатиⓘ). До альбому ще увійшла одна з найвідоміших пісень Тейлора — «Sadie» (слухатиⓘ), яка, за словами продюсера Брюса Іґлауера, була першою піснею написаною музикантом. Серед інших популярних композицій — «Take Five» (Аудіофайл «‎‎» не знайдено), яка вийшла синглом ще у 1960 році. Самому Тейлору цей альбом сподобався більше ніж попередній — він отримав багато схвальних відгуків, а музикант закріпив славу одного з провідних блюзменів не тільки Чикаго, а і усієї країни.
| “                | Кожен прихильник чиказького блюзу повинен мати цей альбом. | „ |
| —Blues Unlimited |                                                            |   |

### Останні роки
З початком 1975 року — коли музикант знаходився у зеніті слави та його записи продавались у дуже великій кількості — Тейлор вирішив записати живий альбом. У ті часи, хоч Тейлор та Філліпс дружили, вони часто сварились один з одним, — та інколи ці сварки переростали в бійки: така бійка між Філліпсом та Гаунд-Доґом виникла у травні 1975, коли Філліпс зі Саном Сілзом завітали в гості до Тейлора. Філліпс якось образив дружину Тейлора Фредду, — і Гаунд-Доґ, швидко залишивши кімнату з гостями, згодом повернувся з гвинтівкою в руках. Цілячись у диван, він двічі вистрелив у Філліпса — перша куля потрапила йому в передпліччя, а друга — в ногу гітариста. На щастя, Сілз одразу ж вихопив зброю з рук Тейлора, поранення серйозними не виявилися — і Філліпс швидко одужав. Однак здоров'я самого Тейлора, який був запеклим курцем, саме тоді значно погіршувалось: у листопаді 1975 року Тейлора госпіталізували через проблеми з диханням, а згодом у музиканта виявили рак легень.
У хвилини перед смертю останнє прохання Тейлора було виконано: в лікарню до нього прийшов Філліпс — і вибачив йому стрільбу, а наступного дня, цебто 17 грудня, Тейлор помер. Поховали музиканта на цвинтарі Рествейл в місті Алсіп, штат Іллінойс. На бронзовій надгробній плиті Тейлора видніє гітара — і улюблена фраза музиканта: «I'm Wit'cha, Baby…» (укр. «Я з тобою, крихітко...»).
У 1976 вийшов живий альбом Beware of the Dog, матеріал якого записано під час двох концертів гурту: на виступі 18 січня 1974 року в Північно-Західному університеті в Еванстоні, штат Іллінойс та на виступах 22-24 листопада 1974 в клубі Smiling Dog Saloon в Клівленді, штат Огайо.
Деякий час Брюер Філліпс та Тед Харві продовжували грати разом, але згодом Філліпс вирішив розпочати сольну кар'єру — і гурт остаточно розпався.

## Дискографія

### Студійні альбоми
- 1971 Hound Dog Taylor and the HouseRockers (Alligator)
- 1973 Natural Boogie (Alligator)
- 1976 Beware of the Dog (Alligator)
- 1982 Genuine Houserocking Music (Alligator)
- 1994 Freddie's Blues (Wolf)
- 2004 Release the Hound (Alligator)

### Збірки
- 1992 Have Some Fun [live] (Wolf)
- 1992 Live at Joe's Place (New Rose)
- 1997 Houserockin' Boogie (JSP)
- 1997 Live at Florence's (JSP)
- 1999 Deluxe Edition (Alligator)
- 1999 Live in Boston (Charly)